# Les Phosfées
Les Phosfées est une série de bande dessinée pour la jeunesse de Johanna. Publiée dans divers fanzines au cours des années 1990, elle a ensuite fait l'objet de trois albums inédits chez Delcourt de 2000 à 2002.

## Publications

### Albums
- Les Phosphées, Delcourt, collection « Jeunesse » :

1. Nana fait des cauchemars, 2000  (ISBN 2-84055-523-9).
2. Nana voyage, 2001  (ISBN 2-84055-666-9).
3. L'Arbre bavard, 2002  (ISBN 2-84055-812-2).